# Isla Bayou
La Isla Bayou es un afluente del río Rojo en Oklahoma. 
El arroyo nace en el noroeste de Calera en el Condado de Bryan y fluye por el sureste antes de desembocar en el Río Rojo al sur de Wade. La longitud total abarca el Condado de Bryan. 
El Tratado de Doaksville (1837) establece la Isla Bayou como la frontera entre las naciones de Chickasaw y Choctaw en territorio indio; sin embargo, la descripción era incierta. No fue hasta 1854 que el tratado de Choctaw-Chickasaw de ese año dio seguridad a la frontera: 
"cabe destacar: A partir de la orilla norte del río Rojo, en la boca de la isla de Bayou, en el que desemboca en el Río Rojo ... y desde allí, al norte a lo largo de la vertiente oriental de la isla de Bayou a su fuente; desde allí, hacia el norte hasta el Río de Canadá ".
La carretera de Texas y la vieja ruta Butterfield Overland Mail atraviesan la Isla Bayou en la estación de Fisher.

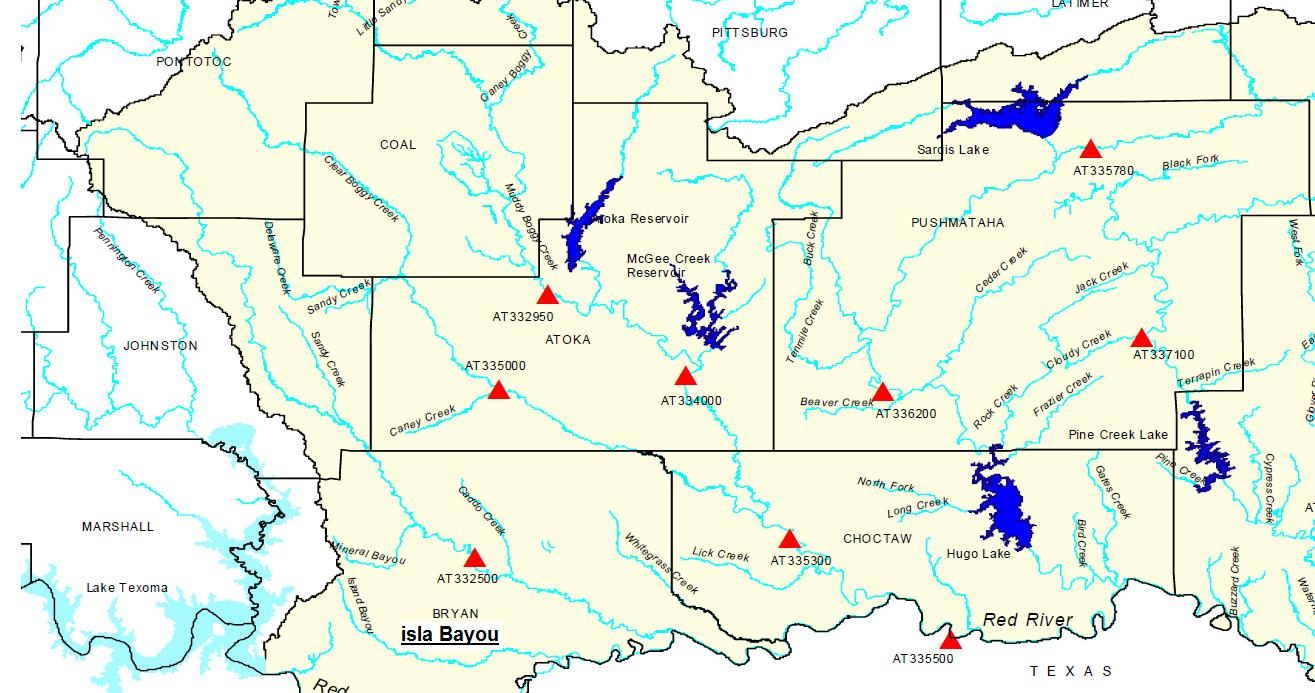